# Second Milestone
Der Second Milestone (englisch für Zweiter Meilenstein) ist neben dem First Milestone einer von zwei wellenbrechenden Rifffelsen vor der Nordküste Südgeorgiens. Er liegt 2,7 km ostnordöstlich des Robertson Point sowie unmittelbar nördlich des Bjelland Point.
Wissenschaftler der Discovery Investigations kartierten und benannten den Felsen zwischen 1927 und 1930.